# Portugals U/21-fodboldlandshold
Portugals U/21-fodboldlandshold er Portugals landshold for fodboldspillere, som er under 21 år og administreres af Federação Portuguesa de Futebol (FPF).